# ULEB kup 2007./08.
ULEB kup 2007/.

## Uvjeti sudjelovanja
Ovisno o koeficijentima, koji se izračunavaju temeljem uspješnosti za sudjelovanja u europskim kupovima prijašnjih godina, ULEB pravi ljestvice, iz kojih se dodjeljiva za svaku državu broj sudionika u europskim košarkaškim kupovima.

## Natjecateljski sustav
U skupinama prvog dijela se igra po dvokružnom liga-sustavu, jedna utakmica na domaćem i jedna na gostujućem terenu.
Iz skupina idu dalje prve dvije momčadi te još pet najboljih trećeplasiranih.
Slijedi novi ždrijeb parova šesnestine završnice; ista se igra, kao i osmina završnice na dvije utakmice, na domaćem terenu i u gostima. Pobjednici osmine završnice sudjeluju na "Final Eightu", koji se održava od 10. do 13. travnja.

## Ždrijeb
Ždrijeb je bio 30. lipnja u Iesolu u Italiji.
- skupina A: ALBA Berlin, Bosna, Šiauliai, Joventut, Türk Telekom, Guildford Heat (Engleska)
- skupina B: Ovarense, Ventspils, Chalon, Köln, FMP Železnik, Besiktas
- skupina C: Hemofarm, Girona, Charleroi, Galatasaray, Hanzevast Capitals (Nizozemska), CSU Asesoft (Rumunjska)
- skupina D: Nancy, Frankfurt, Anwil Wloclawek, Pamesa Valencia, Azovmaš Mariupol, Himki
- skupina E: Budućnost, Dinamo MO (Rusija), Antwerpen Giants, Hapoel Galil Elyon, Swans Gmunden (Austrija), Bemetton Fribourg (Švicarska)
- skupina F: Dinamo Moskva, Crvena zvezda, Nymburk (Češka), Telindus Oostende, Panellinios, Fortitudo Bologna
- skupina G: ASVEL, Ludwigsburg, Panionios, Tallinn, Gran Canaria, Slask Wroclaw
- skupina H: ASK Riga, Lukoil Academic (Bugarska), Pau Orthez, Benetton Treviso, Kijev, Artland Dragons, (Njemačka)
- skupina I: Uniks Kazan, Bot Turow (Poljska), Hapoel Jeruzalem, Eiffel Towers (Nizozemska), Strasbourg, Zadar